# Вішньова (гміна, Мисленицький повіт)
Гміна Вішньова (пол. Gmina Wiśniowa) — сільська гміна у південній Польщі. Належить до Мисленицького повіту Малопольського воєводства.
Станом на 31 грудня 2011 у гміні проживало 7102 особи.

## Територія
Згідно з даними за 2007 рік площа гміни становила 67.06 км², у тому числі:
- орні землі: 54.00%
- ліси: 37.00%

Таким чином, площа гміни становить 9.96% площі повіту.

## Населення
Станом на 31 грудня 2011:
| Опис     | Загалом | Загалом | Чоловіки | Чоловіки | Жінки | Жінки |
| -------- | ------- | ------- | -------- | -------- | ----- | ----- |
| одиниця  | осіб    | %       | осіб     | %        | осіб  | %     |
| все      | 7102    | 100     | 3530     | 49.70    | 3572  | 50.30 |
| міське   | 0       | 100     | 0        |          | 0     |       |
| сільське | 7102    | 100     | 3530     | 49.70    | 3572  | 50.30 |

## Сусідні гміни
Гміна Вішньова межує з такими гмінами: Добра, Добчице, Йодловник, Мисьленіце, Мшана-Дольна, Пцим, Рацеховіце.